# کارلوتا (کالیفرنیا)
کارلوتا (به انگلیسی: Carlotta) یک منطقهٔ مسکونی در ایالات متحده آمریکا است که در شهرستان هامبولت، کالیفرنیا واقع شده‌است. کارلوتا ۴۰ متر بالاتر از سطح دریا واقع شده‌است.